# Скрынько, Василий Григорьевич
Василий Григорьевич Скрынько (11.8.1912 — 10.11.1984) — командир танкового батальона 61-й гвардейской Свердловско-Львовской Краснознамённой танковой бригады 10-го гвардейского Уральско-Львовского Добровольческого танкового корпуса 4-й танковой армии 1-го Украинского фронта, гвардии капитан. Герой Советского Союза.

## Биография
Родился 11 августа 1912 года в селе Боромля ныне Тростянецкого района Сумской области в семье крестьянина. Украинец. Член ВКП/КПСС с 1944 года. Окончил 7 классов. Работал в колхозе кузнецом.
В Красной Армии с 1934 года. В 1940 году окончил Орджоникидзевское военное училище, в 1941 году — бронетанковые курсы усовершенствования командного состава в городе Казани.
Участник Великой Отечественной войны с мая 1942 года. Сражался на Калининском, Брянском и 1-м Украинском фронтах.
Командир танкового батальона 61-й гвардейской Свердловско-Львовской Краснознаменной танковой бригады гвардии капитан В. Г. Скрынько, действуя в составе передового отряда бригады, 20 января 1945 года сломил сопротивление вражеского заслона в районе города Бурзенин. С взводом танков захватил подготовленный к взрыву мост через реку Варта и разминировал его. Своими действиями способствовал выполнению поставленной задачи бригадой.
Указом Президиума Верховного Совета СССР от 10 апреля 1945 года за мужество и отвагу, проявленные в боях с врагом во время захвата переправы через реку Варта, гвардии капитану Скрынько Василию Григорьевичу присвоено звание Героя Советского Союза с вручением ордена Ленина и медали «Золотая Звезда».
С 1946 года капитан В. Г. Скрынько — в запасе. Жил и работал в родном селе. Принимал активное участие в военно-патриотическом воспитании молодежи. Умер 10 ноября 1984 года.

## Награды
Награждён орденами Ленина, Красного Знамени, Богдана Хмельницкого 3-й степени, медалями.

## Память
Имя В. Г. Скрынько выбито на аннотационной доске с именами земляков — Героев Советского Союза и полных кавалеров ордена Славы в городе Тростянце.